# 劉文卿
劉文卿（1566年—1598年），字傒如，號直洲，生於明嘉靖四十五年丙寅歲（1566年），江西建昌府廣昌縣人，明朝政治人物。

## 生平
萬曆十六年（1588年）戊子科江西鄉試解元，萬曆十七年（1589年）聯捷己丑科三甲八十九名進士，同年八月當選為浙江金華府推官，二十一年升吏部稽勳司主事，萬曆二十二年(1593年）調驗封司，本年調考功司、文選司，主考河南鄉試，所薦多為剛直恬澹之士。時新建相有所托，不聽，二十三年告病。萬曆二十五年升補吏部員外郎，二十六年戊戌歲（1598年）調刑部，同年自請調南京兵部以歸，不久去世，卒年三十三歲。著作有《劉直洲先生文集》。

## 家族
曾祖劉道瑩，寿官；祖劉仕表（1510年-1560年），字宏正，號龍湖；祖母揭氏。父劉一本（1552年-？），封金華府推官。